# Miriam Hyde
Miriam Beatrice Hyde (15 de gener de 1913 - 11 de gener de 2005) va ser una compositora, pianista clàssica, educadora musical i poeta australiana. Va compondre més de 150 obres per a piano, 50 cançons, altres obres instrumentals i orquestrals i va actuar com a pianista de concert amb eminents directors, com ara Malcolm Sargent, Constant Lambert, Georg Schnéevoigt, Bernard Heinze i Geoffrey Simon. També va publicar llibres de poesia i va escriure una autobiografia.

## Vida
Hyde va néixer a Adelaide el 1913, filla de Mr i Mrs. C. H. Hyde de Torrens Park, Adelaide. Des de ben petita, la música va ser una part important de la seva vida en l’entorn familiar: la seva mare, Muriel, va tocar i ensenyar piano; la seva tia, Clarice Gmeiner, va tocar el violí, la viola i l'arpa amb l'Orquestra Simfònica del Sud d'Austràlia; i la seva germana menor, Pauline, va tocar el violí i cantava. Va ser, però, la seva mare, qui li va impartir les primeres lliçons de música antiga i piano, i gràciesa això, als 12 anys va guanyar una beca per entrar al Conservatori Superior de Música d’Australia conegut també com “The Con”, on va estudiar piano amb William Silver i es va graduar amb el Grau de Música (MusBac) el 1931. Va ser també el mateix any de graduar-se del conservatori quan va aconseguir una altra beca que li va permetre continuar els seus estudis a Londres al RCM (Royal College of Music) entre 1932 i 1935. Allà va rebre lliçons de piano per part de Howard Hadley i Arthur Benjamin, i de composició per R.O. Morris i Gordon Jacob. Va aconseguir, també, el títol d’ARCM (associada del Royal Collage of Muisc), de LRAM (llicència del Royal Academy of Music), i va guanyar alguns premis de composició al conservatori, com ara el premi Cobbett. No obstant això, durant aquest temps també va patir un col·lapse nerviós, i la seva mare va anar a Anglaterra per estar amb ella.
Mentre estrudiava a Londres, Hyde va copondre dos concerts per a piano i va donar el seu primer recital al Holland Park el 1933. El 1934 l'Orquestra Filharmònica de Londres va interpretar el seu Cocert per a piano núm. 1 en mi bemoll menor, sota la direcció de Leslie Heward amb ella com a solista, i el 1935 va interpretar el Concert per a piano núm. 4 de Beethoven sota la direcció de Malcolm Sargent, i el seu propi Concert per a piano núm. 2 amb l'Orquestra Simfònica de Londres dirigida per Constant Lambert.
Va conèixer, també, a molts dels grans músics de l'època, com ara Rakhmàninov, Stravinski, Prokofiev, Yehudi Menuhin i Elisabeth Schumann.
Va tornar a Adelaida el 1936 i poc després es va traslladar a Sydney, on va treballar durant diverses dècades com a compositora, recitalista, professora, examinadora i conferenciant. Va ser aquí on també va conèixer el seu marit, Marcus Edwards, amb qui es va casar el 1939 i amb qui va tenir dos fills, Christine (1950) i Robert (1951).
A Sydney, va seguir actuant, ensenyant, component i escrivint seguint l’estil postromàntic. A la ciutat Australiana va compondre aproximadament 100 obres per a piano, 25 de les quals estàn publicades. La seva monumental Sonata en sol menor per a piano (1941–44) és un reflex dels anys de la guerra.
Algunes de les principals obres que va compondre durant el període de la postguerra son: l'Obertura Happy Occasion (1957), l'Obertura Kelso (1959), Sonata per a clarinet (1949), Quartet de corda en mi menor (1952), Sonata per a flauta (1962) i els seus dos trios per a vents i piano (1948, 1952). Una de les seves obres més famoses és Valley of Rocks (1975), una peça per a piano.
El seu treball per a l'Australian Music Examinations Board (AMEB) va abastar els anys 1945–82, inclosa la seva valuosa contribució al consell assessor de Nova Gal·les del Sud. Les seves activitats incloïen examinar, orientar, demostracions i tallers, preparar/revisar/calificar els treballs d'examen, assessorar sobre el contingut del pla d'estudis.
També va escriure materials de caràcter pedagògic: llibres de lectura a vista, exemples de formularis, proves auditives per a tots els graus.
Va complementar la vida musical amb la poesia escrivint aproximadament 500 poemes, alguns dels quals els va posar música.
El 1981 va ser nomenada Oficial de l'Ordre de l'Imperi Britànic (OBE) i el 1991 va ser nomenada Oficial de l'Orde d'Austràlia (AO).Va rebre un doctorat honoris causa per la Universitat Macquarie el 1993, i el 2004 va rebre un premi per Serveis Distingits a la Música Australiana a l'Associació Australasian Performing Right i els Premis de Música Clàssica del Centre de Música Australià.
Va ser nomenada Patrona de l'Associació de Professors de Música d'Austràlia Meridional (MTASA) i va establir el Premi Miriam Hyde per a l'Associació., També va ser nomenada patrona del Consell de l'Associació de Professor de Música de Nova Gal·les del Sud.
L'any 1991 es publicà la seva autobiografia anomenada Complete Accord.
Va celebrar el seu 80è aniversari l'any 1993 oferint una sèrie de recitals i concerts per tot el país. Als 89 anys, va interpretar per última vegada el seu Concert per a piano núm. 2, amb l'Orquestra Simfònica de Strathfield dirigida per Solomon Bard. en motiu del seu 90è aniversaro, l'any 2003, es van dur a terme una gran quantitat de concerts arreu del país, els quals també es van emetre per la televisió.
Miriam Hyde va morir l'11 de gener de 2005, pocs dies abans del seu 92è aniversari.

## Obres
Les composicions de Miriam Hyde inclouen obres per a orquestra, concerts per a piano, cançons d'art, música de cambra, molts solos de piano, solos de flauta i molt més. Algunes de les obres les va compondre per a la pedagogia, mentre que d'altres van ser obres de concert. Va escriure en un estil pastoral de principis del segle xx, aconseguint una combinació molt eficaç d'impressionisme amb postromanticisme.
Una de les seves peces més conegudes és el solo de piano Valley of Rocks, escrit l'any 1975. El Concert per a piano núm. 1 en mi bemoll menor (1933), el Concert per a piano núm. 2 en do sostingut menor (1935) i Village Fair (1943) per a orquestra són les seves obres més retransmeses.
Una de les seves peces menys conegudes és la mística Reflected Reeds (1956) amb els seus acords ondulants que dibuixen el paisatge de Sydney en una tarda melancòlica.

### Obres destacades[16]
| Drames                                                          |
| --------------------------------------------------------------- |
| Heritage (incid music), 1936                                    |
| Village Fair (ballet), 1943                                     |
| Orquestra                                                       |
| Heroic Elegy, 1933–1934                                         |
| Lyric, 1933–1935                                                |
| Pf Conc. no.1, e♭, 1934                                         |
| Adelaide Ov., 1935                                              |
| Prelude and Dance, 1935                                         |
| Pf Conc. no.2, c♯, 1935                                         |
| Fantasy Romantic, pf, orch, 1938–1939                           |
| The Symbolic Gate, tone poem, 1945                              |
| Happy Occasion Ov., 1957                                        |
| Theme and Variations, f, 1958                                   |
| Kelso Ov., 1959                                                 |
| Cambra i solista                                                |
| Fantasy-Trio, b, op.10, pf trio, 1932–3                         |
| Suite, a, str trio, 1933                                        |
| Fantasy–Qt, A, 2 vn, vc, pf, 1934                               |
| Dryad’s Dance, op.39, vn/fl, 1936                               |
| Fantasia on ‘Waltzing Matilda’, op.40c, pf trio, 1936           |
| Va Sonata, b, 1937                                              |
| Scherzino, va, 1946                                             |
| Trio, G, fl, cl, pf, 1948                                       |
| Cl Sonata, f, 1949                                              |
| Canon and Rhapsody, op.88, cl, pf, 1950, rev. 1955              |
| Prelude and Scherzo, fl, ob, pf, 1952                           |
| Str Qt, e, op.77, 1952                                          |
| Nightfall and Merrymaking, ob, pf, 1955                         |
| Scherzetto, op.112, sax, 1957                                   |
| Sonata, g, fl, pf, 1962                                         |
| Sea Shell Fantasy, op.144/2, fl, 1975                           |
| Legend, cl, 1982                                                |
| Cor                                                             |
| Motet (Ps xcvi), op.33, 5vv, 1935                               |
| Mary of Bethlehem (M. White), op.57/3, 4vv, 1936                |
| The Illawarra Flame (P. Francis), op.97, 4vv, 1955              |
| Sea Shells (M. Kenna), SSAA, pf, 1956                           |
| 6 Carols (M. and D. Dowling), unison vv, pf, 1969               |
| Solos Vocals                                                    |
| Dreamland (C. Rossetti), op.15, S, pf/orch, 1933                |
| The Wind in the Sedges (H. Hammond-Spencer), op.43a, orch, 1937 |
| The Cedar Tree (V. Counsell), op.58a, Mez, orch, 1944           |
| Bridal Song (V. Barton), op.123, S, fl, 1962                    |
| c50 songs (Hyde and others), 1v, pf                             |
| Teclat                                                          |
| Rhapsody, f♯, op.25, pf, c1933                                  |
| 11 Concert Studies, pf, 1934–82                                 |
| Pf Sonata, g, op.121, 1941–4                                    |
| Bridal Entry and Wedding March, org, 1973                       |
| Variations on Hungarian Rhapsody no.14, pf, 1985 [from Liszt]   |
| Scherzo fantastico, pf, 1988                                    |

## Poesia
Hi ha constància que va escriure molts poemes, però no són fàcils de trobar. El que si que es conserva són alguns manuscrits de correspondència, assajos i algunes partitures.